# 腰帶矛麗魚
腰帶矛麗魚為輻鰭魚綱鱸形目隆頭魚亞目慈鯛科的其中一種，分布於南美洲亞馬遜河流域，體長可達19.5公分，棲息在河川底中層水域，生活習性不明。

## 擴展閱讀
維基物種上的相關：腰帶矛麗魚